# Іоан (Тасьяс)
Іоан (також трапляється написання Іоанніс чи Іоанн (Тассіас), грец. Ιωάννης Τασσιάς, 1 жовтня 1958, Тессалоніки — 15 листопада 2020) — ієрарх Православної церкви Еллади та Константинопольського патріархату (як правлячий єпископ єпархії «Нових земель»), митрополит Лангадаський, Літійський і Рендінський (2010—2020).

## Життєпис
Народився 1 жовтня 1958 року в Тессалоніках, в Греції.
В 1979 році закінчив церковну педагогічну академію (Εκκλησιαστική Παιδαγωγική Ακαδημία), а в 1982 році факультет пастирського та соціального богослів'я Університету Арістотеля в Тессалоніках.
В 1982 році, у Тессалоніках, митрополитом Пантелеймоном (Хрисофакісом) був рукоположений в сан диякона і очолив молодіжний відділ Тессалонікійської митрополії.
В 1983 році митрополитом Пантелеймоном був рукопокладений у сан пресвітера і здійснював пастирське служіння в церкві Святих Мефодія та Кирила, а в 1994 році був призначений священнослужителем у собор Святого Димитрія. Був протосинкелом Тессалонікійської митрополії, а також ігуменом монастиря Святого Феодора Тессалонікійського.
10 травня 2010 року, Священним синодом ієрархії Православної церкви Еллади 41 голосом (за архімандрита Георгія (Хризостому) — 21 голос, за Германа (Галаніса) — 11 голосов) його було обрано для рукоположення в сан митрополита Лангадаського, Літійського і Рендінського. 16 травня 2010 року в кафедральному соборі Святого Димитрія у Тессалоніках, архієпископом Афінським Ієронімом II та сонмом ієрархів церков Еллади, Константинополя, Єрусалиму, Болгарії та Чеських земель і Словаччини був хіротонізований на єпископа.
Помер вранці 15 листопада 2020 року від коронавірусу. Митрополит Епіфаній висловив свої співчуття грецькому народові.

## Зв'язки з Україною і підтримкаПЦУ
Митрополит Іоан був відомий своєю підтримкою українського православ'я. Незадовго до своєї архієрейської хіротонії, ще будучи ігуменом монастиря Святого Феодора, він прийняв до братії протоієрея Віктора (Бедя) з УПЦ (МП), який перебував у клірі Лангадаської митрополії як архімандрит до червня 2015 року, коли він був відпущений до УАПЦ та невдовзі рукоположений у єпископа Мукачівського і Карпатського.
26 липня 2019 року, на запрошення владики, делегація Православної Церкви України відвідала Лангадаську митрополію, де в кафедральному соборі (м. Лангадас) зберігаються мощі святої мучениці Параскеви. У співслужінні єпископату та священства Константинопольської, Елладської та Української Православних Церков була звершена Божественна літургія, очолювана митрополитом Верійським, Науським і Камбанійським Пантелеймоном (Калпакідісом). Під час літургії йому співслужили, окрім митрополита Іоана (Тасьяса), також архієрей ПЦУ архієпископ Чернівецький і Хотинський Герман (Семанчук), митрополит Артський Калиник (Коробокіс), митрополит Триккійський і Стагонійський Хризостом (Насіс) та єпископ Фермський на спокої Димитрій (Грольос). Серед численних учасників Божественної літургії був присутній консул України в Салоніках Олександр Воронін, мер міста Лангадаса Харалампос Бабіс Айвазідіс, представники місцевих органів влади, командування місцевих Збройних сил Греції, місцеві громадські діячі. У своїй промові після завершення літургії митрополит Іоан, зокрема, зазначив, що для нього велика честь співслужити із архієреєм з України. Зі свого боку представники ПЦУ висловили подяку як високопреосвященим владикам, так і грецьким державним службовцям за тепле прийняття і спільні молитви.
28 липня 2019 року, разом із делегацією Православної церкви Еллади, відвідав Київ, взявши участь у святкуванні 1031-ї річниці хрещення Русі, у тому числі в літургії, котру очолював Митрополит Київський і всієї України Епіфаній.
11–12 вересня 2019 року, на запрошення митрополита Іоана, представники Православної Церкви України взяли участь в урочистому богослужінні з нагоди храмового свята у селі Осса, поблизу Тессалонік. У храмі були відправлені Всенічне бдіння та Божественна літургія, у яких, окрім Іоана (Тасьяса), взяли участь архієпископ Житомирський і Поліський Православної церкви України Володимир (Шлапак), митрополит Триккійський і Стагонійський Церкви Еллади Хризостом (Насіс), єпископ Мозамбіцький Александрійського патріархату Хризостом (Карагуніс) та єпископ Фермський на спокої Константинопольського патріархату Димитрій (Грольос). Цією літургією було вперше засвідчено євхаристійну єдність Православної Церкви України із Патріархатом Александрії та всієї Африки.
17 жовтня 2019 року Російська православна церква віднесла єпархію, яку очолює митрополит Іоан, до списку єпархій, небажаних для відвідування паломниками з Росії, а самого архієрея визнала недостойним молитвеного та євхаристійного спілкування з нею..
24 жовтня 2019 року, на запрошення митрополита Іоана, священнослужителі з України взяли участь в Божественній літургії святого апостола Якова. По завершенні відправи для українців було проведене паломництво по храмах митрополії.